# ريان إينجراهام
ريان إينجراهام (بالإنجليزية: Ryan Ingraham) هو منافس ألعاب قوى باهاماسي، ولد في 2 نوفمبر 1993.

## وصلات خارجية
- ريان إينجراهام على موقع الاتحاد الدولي لألعاب القوى (الإنجليزية)
- ريان إينجراهام على موقع أوليمبيديا (الإنجليزية)
- ريان إينجراهام على موقع اتحاد ألعاب الكومنولث (مؤرشف) (الإنجليزية)